# Fauna abisal

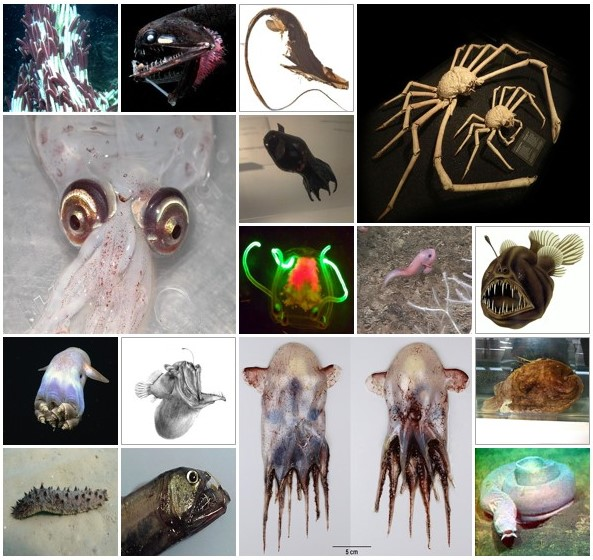
Mosaico de diversas especies abisales.

La fauna abisal o fauna abisopelágica hace referencia a todas aquellas especies marinas que habitan en lo más profundo de los mares y océanos.
La zona abisopelágica o abisal es uno de los niveles en los que está dividido el océano según su profundidad, está situada por debajo de la zona batipelágica y por encima de la hadopelágica y corresponde al espacio oceánico entre 4000 y 6000 metros de profundidad.
La zona abisal es una región afótica, lo que significa que ninguna luz penetra en esta parte de los océanos y mares; estas constituyen alrededor del 75% del espacio oceánico habitable. Sin embargo, algunas características de estos organismos de aguas profundas como la bioluminiscencia son visibles en la zona mesopelágica (aguas marinas situadas entre 200 y 1000 metros de profundidad). La mesopelágica es una región disfótica, es decir, aquella parte del océano donde la luz es escasa o mínima. Son ciertas especies que nadan libremente, viven y se alimentan en aguas abiertas a dichas profundidades y muy raramente se aproximan a la superficie.
Según el Census of Marine Life (CoML) existen más de 17 000 especies abisales de las cuales 5700 viven a más de 1000 metros. Los descubrimientos sobre organismos de aguas profundas han sido posibles gracias al uso de equipos especializados tales como vehículos robóticos no tripulados, submarinos, cámaras, batiscafos, sonares, remolcadores de grandes profundidades, sondas, instrumentos hidroacústicos, entre otros, capaces de explorar profundidades de hasta 11 000 metros.
Las insondables profundidades abisales son el refugio de miles de organismos con «apariencias monstruosas». En la zona abisal se han identificado diversas especies de peces, pulpos, picnogónidos, medusas, calamares, gusanos, entre otras, con características y adaptaciones especiales que son vitales para la supervivencia. Por ejemplo, la bioluminiscencia juega un papel relevante ya que por medio de este fenómeno las especies atraen a sus presas y también sirve para ver en la oscuridad. Así como esta, existen otra serie de características propias de estos animales tales como bocas de gran tamaño, dientes grandes y filosos, estómagos extensibles, sensibilidad a campos eléctromagnéticos de otros animales y, en algunos casos, gigantismo, entre otros.
Además de la abundante vida marina, también es posible encontrar las fuentes hidrotermales que no son más que grietas situadas a miles de metros de profundidad de las cuales fluye agua caliente. Estos respiraderos fueron descubiertos en 1977 después de una serie de exploraciones realizadas por científicos a bordo del sumergible DSV Alvin. Partiendo de este descubrimiento se encontraron comunidades biológicas y organismos nunca antes vistos, como por ejemplo, los gusanos de tubo gigante, cangrejos albinos, anémonas de mar y bivalvos.

## Exploración de las profundidades marinas

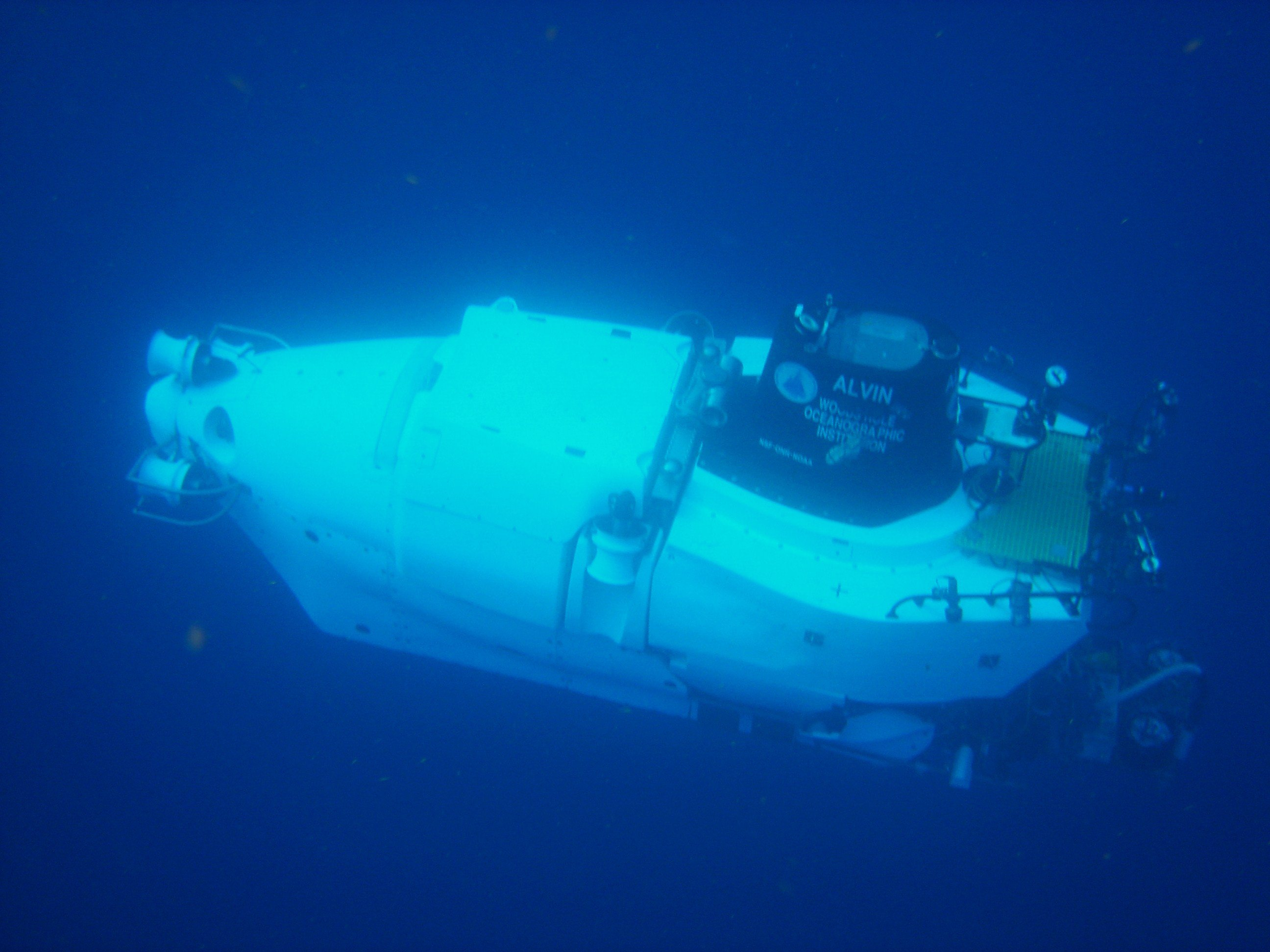
El sumergible DSV Alvin en las profundidades del océano. Además de explorar la fauna marina también ha realizado investigaciones sobre las fuentes hidrotermales que se encuentran a más de 2500 metros de profundidad.

Se cree que desde el año 700 el marinero vikingo realizó las primeras exploraciones con el objetivo de «medir la profundidad del mar y recolectar muestras del fondo marino». En la década de 1700 el francés Pierre-Simon Laplace investigó la profundidad media del océano Atlántico observando los ascensos y descensos periódicos de las aguas que fueron registrados en las costas brasileñas y africanas. Estimó que la profundidad promedio era de 3962.4 metros, una cifra que resultó exacta mediante la medición de sondeos. Estos se realizaron con máquinas de alta precisión fabricadas por la agencia aeroespacial NASA, y se estima que fueron las mismas que utilizaron para las asentaciones humanas en Marte.
Las primeras formas de vida de las profundidades fueron descubiertas en 1864 cuando investigadores noruegos obtuvieron una muestra de un crinoideo a una profundidad de 3109 metros. Asimismo, el Gobierno del Reino Unido promovió la expedición Challenger en 1872 con el propósito de «cartografiar las profundidades, el movimiento y el contenido de los mares». Con esta investigación se descubrieron más de 4000 nuevas especies de organismos durante cuatro años.
Las exploraciones en las profundidades del mar avanzaron considerablemente en los años 1900 gracias al desarrollo de la tecnología. A comienzos de la década de 1950, con la ayuda de la fundación Allan Hancock y la Universidad de California se construyó un moderno submarino llamado benthograph, dotado de luz estroboscópica y una cámara. Este fue construido tomando como base otro submarino llamado en aquella época benthoscope, cuyo objetivo principal era la investigación de diversas especies marinas en las profundidades. El benthograph contó con una cámara especial cuyo diseño estuvo a cargo del ingeniero Maurice Nelles, después de que George Allan Hancock (promotor de la fundación Allan Hancock) le encomendara esta tarea. El equipo finalmente terminó en las profundidades marinas al quedar atascado en medio de unas rocas.
Para mediados de los años 1960 y 1970 la Armada de los Estados Unidos empezó a utilizar con mayor frecuencia los vehículos operados a distancia, también conocidos por el nombre de ROV Sumergible, cuyas exploraciones resultaron determinantes ya que por medio de estos artefactos se hicieron descubrimientos como el caso de una bomba nuclear perdida en el mar Mediterráneo. Más de una década después de su introducción, los ROV se hicieron imprescindibles y casi que determinantes para las investigaciones en las profundidades.
Según la Administración Nacional Oceánica y Atmosférica (National Oceanic and Atmospheric Administration, NOAA) los seres humanos solo han explorado el 5% del fondo de los océanos. El sumergible DSV Alvin de fabricación estadounidense y cuya operación está a cargo de la Institución Oceanográfica de Woods Hole, ejemplifica el tipo de embarcaciones utilizadas en las exploraciones que sirven para investigar y estudiar áreas desconocidas. Las investigaciones llevadas a cabo por el Alvin han sido utilizadas en casi 2000 artículos científicos.
Según los oceanógrafos, el «hombre conoce mejor el espacio exterior que su propio mar». Esto se debe, en parte, a las dificultades técnicas ya que se necesitan equipos de alta tecnología capaces de soportar grandes presiones a profundidades de hasta 11 000 metros; además, el costo para la fabricación de estos robots sumergibles es extremadamente alto. Sin embargo, en 2009, gracias a la ayuda de la Institución Oceanográfica de Woods Hole, se exploró el punto más profundo del océano: la Fosa de las Marianas.
Durante la primera y segunda década del siglo XXI, las exploraciones a las profundidades abisales han sido más frecuentes. Normalmente estas exploraciones tienen por objetivo el estudio de los organismos y ecosistemas marinos ya que, según científicos y biólogos, la diversidad biológica de una llanura o fosa oceánica específica es diferente de las demás. Se sabe que algunos organismos como los peces babosos de la familia Liparidae, evitan entornos donde la comida es escasa, como por ejemplo, en las aguas del Pacífico; esto contrasta con la enorme variedad de brotulas que viven en entornos improductivos donde hay poco alimento.
Se cree que los ecosistemas existentes en las profundidades marinas son la «última frontera de la exploración humana en la Tierra». Aunque el hombre ha realizado importantes descubrimientos e investigaciones, todavía falta mucho por descubrir según la Administración Nacional Oceánica y Atmosférica. Tanto biólogos como científicos afirman que cerca del 80 o 90% de todas las especies abisales son nuevas para la ciencia. El biólogo español Pedro Martínez Arbizu, quien trabaja para el Centro Alemán para la Investigación de la Biodiversidad Marina cree que se desconocen muchos aspectos sobre estos organismos:

«No sabemos cómo viven, cómo se reproducen; probablemente son especies muy longevas, que crecen muy despacio».

## Distribución geográfica

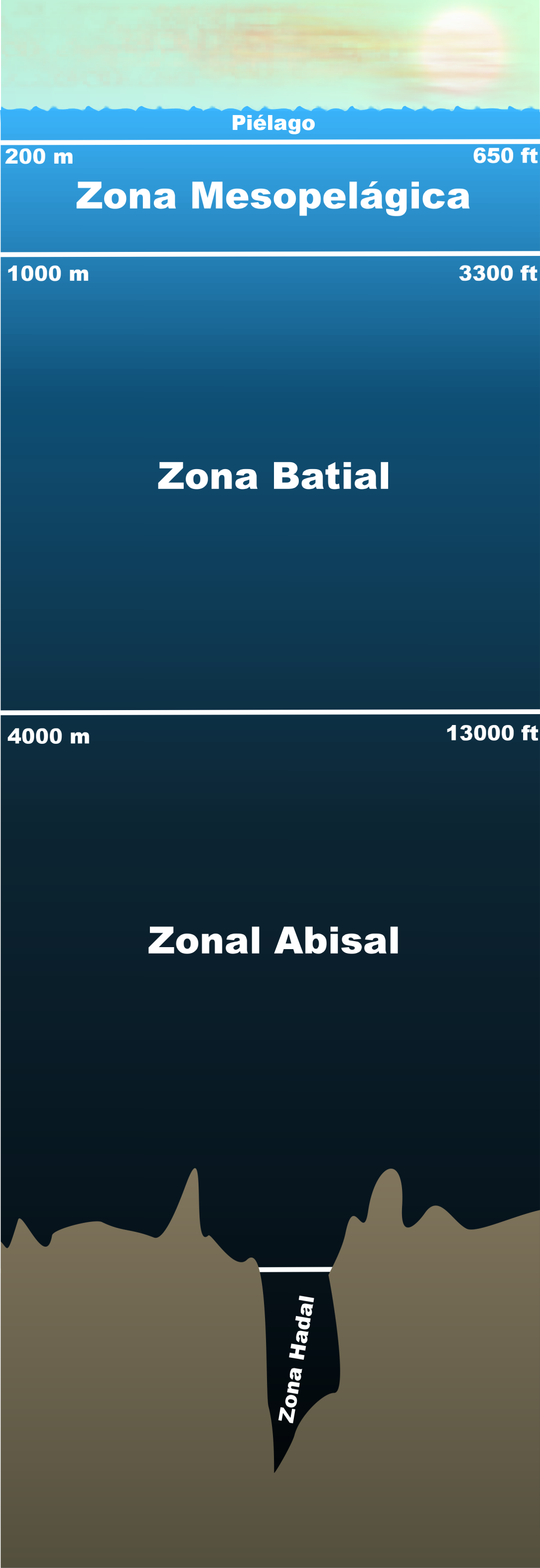
Capas oceánicas.

La capa oceánica que comprende la diversidad de organismos de las más grandes profundidades se llama zona abisal o abisopelágica. Antes de esta capa se encuentran otras donde también abundan diversas especies marinas de interés, como por ejemplo, la zona mesopelágica o crepuscular que se sitúa entre los 200 y 1000 metros de profundidad. En esta parte la luz solar penetra en menor medida, es por esto que en ella no se logra completar la fotosintesís. Se cree que cerca de 750 especies habitan en esta zona oceánica. Las especies demersales predominantes son los quimeriformes, escualiformes, macrúridos y brótulas aunque también se observan otros organismos marinos tales como trípodes, serpentinas y viruelas en un área relativamente diversa. Los peces abisales bénticos dependen más de la topografía del fondo que de la profundidad, a menudo dispersos en diferentes profundidades.
También existe otra región denominada zona batial o batipelágica que es aquella parte del fondo marino comprendida entre los 1000 y 4000 metros de profundidad; se sitúa debajo de la región mesopelágica y por encima de la zona abisal o abisopelágica. En este nivel no se percibe luz solar. Mientras que la temperatura del agua es estable, entre 2 y 5 °C, la cantidad de materia orgánica disponible es inferior al 5% de la superficie. Esta área contiene al menos 200 especies, entre las que se encuentran los peces balón, cetomímidos, sinafobránquidos, entre muchos otros.
Además de la ausencia de luz también se experimenta gran presión hidrostática, es decir, cuanta más profundidad, mayor será la presión que se ejercerá sobre estos organismos. Debido a la poca cantidad de organismos marinos que la habitan la comida es limitada, además las especies han desarrollado diversas adaptaciones, por ejemplo, el crecimiento de ciertas partes del cuerpo como la boca para atrapar a sus presas o la bioluminiscencia por medio de órganos especiales.
La denominada zona abisal o abisopelágica es aquella parte del fondo marino comprendida entre los 4000 y 6000 metros, la temperatura oscila entre los 2 °C y 3 °C (35 °F y 37 °F). Se caracteriza por la ausencia permanente de luz, el frío continuo, la falta de nutrientes y vegetación, sin embargo, en esta capa oceánica las criaturas son capaces de soportar la oscuridad y las más altas presiones. Se encuentra por debajo de la zona batipelágica y por encima de la hadal.
Los organismos que habitan en ella se han adaptado a este ambiente extremo. Algunos poseen dientes desproporcionados y filosos, cuerpos flácidos, bocas de gran tamaño dependiendo de la especie y estómagos extensibles, otros se caracterizan por la poca pigmentación de sus cuerpos, apariencias monstruosas y cuerpos translucidos o transparentes; también se sabe que cierto tipo de especies como el pez ballena rojo (Barbourisia rufa) cambian de tonalidad gracias a su librea, además carecen de escamas en distintas partes del cuerpo.
Por último, la zona más profunda del océano con más de 6000 metros se llama zona hadal. Esta capa representa menos del 2% del área total de los fondos marinos y cuya presión asciende a más de 1100 atmósferas. Al igual que la zona abisal destaca la ausencia de luz, limitación del alimento, presiones extremadamente elevadas y bajo nivel de nutrientes. Debido a la ausencia de la luz solar, las criaturas presentan una visión reducida (en algunos casos los animales son ciegos) y ojos grandes que perciben únicamente destellos bioluminiscentes.
Entre los ejemplares que habitan este lugar se encuentran los peces de la familia Liparidae, Ophidiidae, Carapidae, otras especies como holoturias (Holothuroidea), poliquetos (Polychaeta), entre otros ejemplares.

### Clasificación de las zonas oceánicas
| Zona    | Nombre común             | Profundidad        | Temperatura del agua    |
| ------- | ------------------------ | ------------------ | ----------------------- |
| Fótica  | Eufótica (epipelágica)   | 0–200 metros       | Altamente variable      |
| Fótica  | Disfótica (mesopelágica) | 200–1000 metros    | 4 °C o 39 °F (variable) |
| Afótica | Batial                   | 1000–3000 metros   | 4–12 °C o 39–54 °F      |
| Afótica | Abisal                   | 3000–6000 metros   | 0–4 °C o 32–39 °F       |
| Afótica | Hadal                    | Más de 6000 metros | 1–2.5 °C o 34–36 °F     |

## Fondo marino

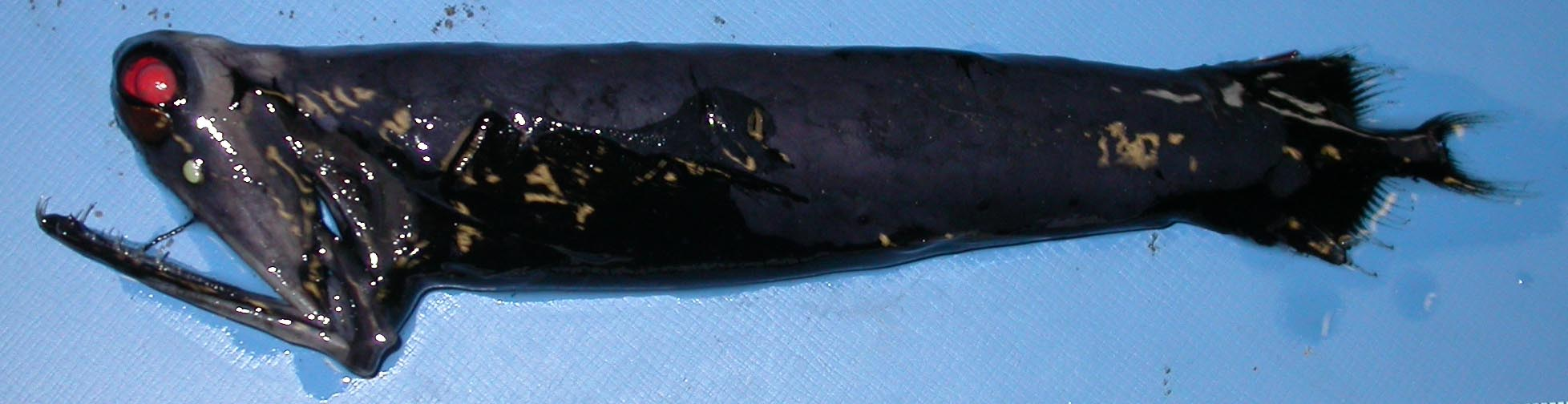
Pez demonio (Malacosteus niger).

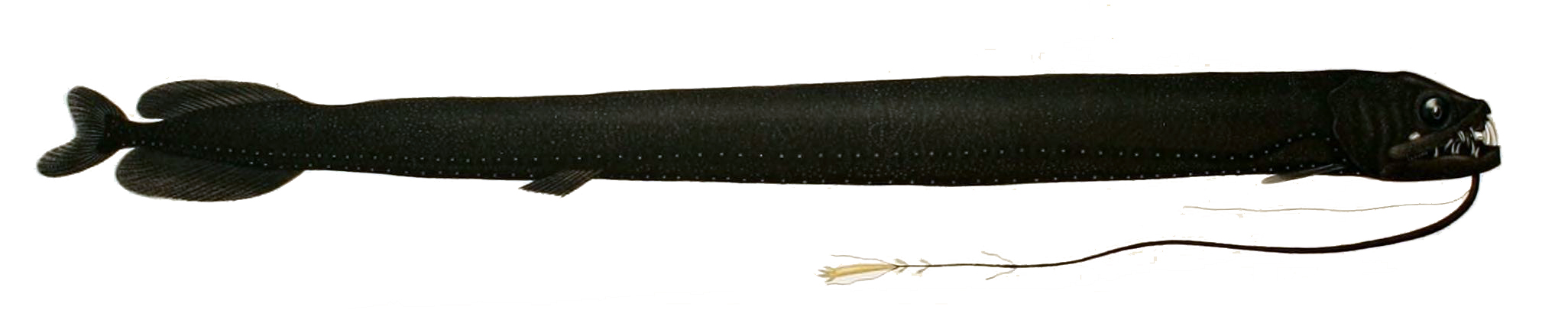
Leptostomias gladiator.

Se desconoce cuántas especies distintas habitan estos fondos marinos, pero aquellas que han sido avistadas tienen, generalmente, formas «monstruosas» en relación con los estándares de peces de lugares más superficiales. Además, según los científicos, estas criaturas son descendientes de los peces superficiales y son así debido a las condiciones en las que viven. Las especies en general se han adaptado a estas condiciones extremas; se sabe que algunas de ellas tienden al gigantismo, como el caso del calamar colosal de nombre científico Mesonychoteuthis hamiltoni. Crecen muy lentamente, por lo tanto, su metabolismo también es lento y viven muchos años, como por ejemplo, los gusanos de tubo gigante que viven aproximadamente entre uno y dos siglos y medio.
Debido a la falta de alimento y luz, estos organismos marinos han presentado cambios evolutivos tales como estómagos deformables, órganos bioluminiscentes, dientes desproporcionados y bocas y cabezas de gran tamaño que, en ocasiones, son más grandes que sus cuerpos, como el caso del pez pelicano (Eurypharynx pelecanoides) cuya cabeza es desproporcionadamente grande.
En algunos lugares de estos fondos marinos se suelen encontrar fuentes hidrotermales, muy cerca de la actividad volcánica oceánica. A pesar de esto, las temperaturas no superan los 2 grados centígrados. Por lo general, a estas profundidades la temperatura oscila entre 0 °C y -3 °C dependiendo de la profundidad y zona. Estas chimeneas submarinas fueron descubiertas en 1977, después de realizar unas exploraciones a más de 2000 metros de profundidad cerca de las islas Galápagos. Se sabe que cerca de ellas habitan gran cantidad de organismos como los sifonóforos, camarones, almejas, cangrejos, pepinos, caracoles, entre muchos otros.

### Temperatura
La temperatura en los abismos oceánicos normalmente se mantiene constante entre los 2 °C y 3 °C. Como se sabe, en determinadas zonas existen las fuentes hidrotermales a través de las cuales se expulsa agua geotermalmente caliente que registran temperaturas cercanas a los 400 °C y 420 °C.
Las áreas de mayor y más rápida variación de temperatura en los océanos son la zona de transición entre las aguas superficiales y las aguas profundas, la termoclina y la transición entre el fondo marino y los caudales de agua caliente en las fuentes hidrotermales; debajo de la termoclina, la masa de agua del océano profundo es fría y mucho más homogénea. Las termoclinas son más fuertes en los trópicos, donde la temperatura de la zona epipelágica suele ser superior a 20 °C.
En los mares y océanos, la temperatura del agua disminiye con la profundidad. En las aguas que se sitúan por debajo de los 3000 y 4000 metros, cerca de la región abisal, la temperatura es relativamente constante (normalmente entre 0 Y 3 °C). A cualquier profundidad dada, la temperatura es prácticamente invariable durante largos períodos de tiempo, no hay cambios estacionales de la temperatura, tampoco se dan cambios anuales. Ningún otro hábitat en la tierra tiene una temperatura tan constante.
Investigadores y oceanógrafos del mundo creen que con el aumento del calentamiento global, los efectos en la mayoría de especies abisales serían devastadores ya que esto supondría un aumento en la temperatura del agua y, a su vez, aumentará considerablemente el metabolismo de la mayoría de las especies que viven en los fondos marinos. Esto significa que «requerirán de más alimento en el momento en el que más escasea».

### Oscuridad
La mayoría de organismos de las profundidades están adaptados a la zona abisal, aquella que carece de luz, además soportan las más altas presiones ya que sus tejidos poseen grandes cantidades de agua y carecen de oquedades, esto les permite resistir el peso de la columna de agua simplemente manteniendo igualadas las presiones externa e interna. Sus cuerpos y sus órganos están adaptados a estas presiones desde que nacen y, por tanto, no experimentan ningún tipo de cambios o diferencias.
Muchas de las especies marinas que viven en las grandes profundidades padecen de ceguera parcial o permanente, se cree que esto es producto de la oscuridad ya que los rayos del sol penetran hasta cierta profundidad. También se sabe que, en otros casos, esta ceguera se presenta cuando un parásito o bacteria se alimenta del tejido ocular de una especie, como por ejemplo, en el tiburón de Groenlandia (Somniosus microcephalus). A pesar de esto, las especies abisales han desarrollado a lo largo del tiempo diversas adaptaciones especiales que les permiten guiarse por los fondos marinos. Entre ellas, por ejemplo, está la capacidad de producir luz, lo que se conoce como bioluminiscencia; también se sabe que utilizan otros sentidos más adecuados para percibir el entorno como la sensibilidad a campos eléctromagnéticos de otros animales.
Casi todas las formas de vida en el océano dependen de las actividades fotosintéticas del fitoplancton y otras plantas marinas para convertir el dióxido de carbono en carbono orgánico, que es el componente básico de la materia orgánica. La fotosíntesis a su vez requiere energía de la luz solar para impulsar las reacciones químicas que producen carbono orgánico. La parte inferior de la zona fótica, donde la intensidad luminosa es insuficiente para la fotosíntesis, se denomina región disfótica. Asimismo, se sabe que esta área, donde la intensidad luminosa es considerablemente inferior al 1% de la irradiancia superficial, se extiende desde la base de la zona eufótica hasta unos 1000 metros de profundidad. Por último, la afótica se constituye como la capa oceánica más lejana comprendida por la batial, abisal y hadal, regiones donde prevalece la oscuridad.

### Presión
Se sabe que los organismos abisales han evolucionado para sobrevivir a las más altas presiones de las profundidades oceánicas. La presión aumenta aproximadamente una atmósfera cada diez metros. Los científicos han descubierto que a mayor profundidad, más densa y pegajosa será la piel de estos organismos, también se sabe que algunas poseen una estructura esquelética relativamente pequeña en comparación con otras especies. Los tejidos de estos animales están compuestos de grandes cantidades de agua a la misma presión que la del entorno, es por esto que no mueren comprimidos o aplastados.
La presión es el factor ambiental más grande que actúa sobre las criaturas de aguas profundas. En el mar profundo, el rango de presión es de 20 a 1000 atmósferas y se cree que esta juega un papel determinante en la distribución de los organismos marinos profundos. Debido a las grandes limitaciones y los desafíos que supone explorar e investigar las profundidades marinas, muy poco se sabe sobre los efectos directos de la presión sobre la mayoría de las criaturas abisales. Con el avance de la tecnología y el desarrollo de equipos marinos, es posible capturar especies en su entorno natural y llevarlas a la superficie manteniendo las mismas presiones.
Debido a que existe una gran diferencia de presiones entre el fondo del mar y la superficie, es casi imposible que los organismos abisales sobrevivan en un entorno diferente. Según un artículo publicado por John Roach de National Geographic, estudiar el comportamiento de estos seres es una tarea bastante compleja ya que, además de que se necesitan equipos especiales, también es necesario que la especie se encuentre viva o en constante movimiento. Se sabe que varias criaturas marinas que viven a grandes profundidades han sobrevivido al cambio de presión, sin embargo, aún en esa condición su estudio se hace complejo. Una «trampa presurizada especial», artefacto creado por el biólogo Jeff Drazen, es una de las más grandes invenciones ya que «permite capturar peces en el fondo del océano y llevarlos a la superficie a la misma presión y temperatura que existe en su entorno natural». Por medio de esto, los biólogos pueden estudiar más a fondo los comportamientos de estos organismos y «realizar una variedad de experimentos controlados». También se sabe de otro dispositivo llamado Periscop, el cual mantiene la presión del agua durante el ascenso por medio de un compensador de presión, esto permite que se realice un estudio más cercano y evita posibles complicaciones. El equipo posee tres cámaras especiales que sirven para realizar capturas y muestras.

### Biodiversidad

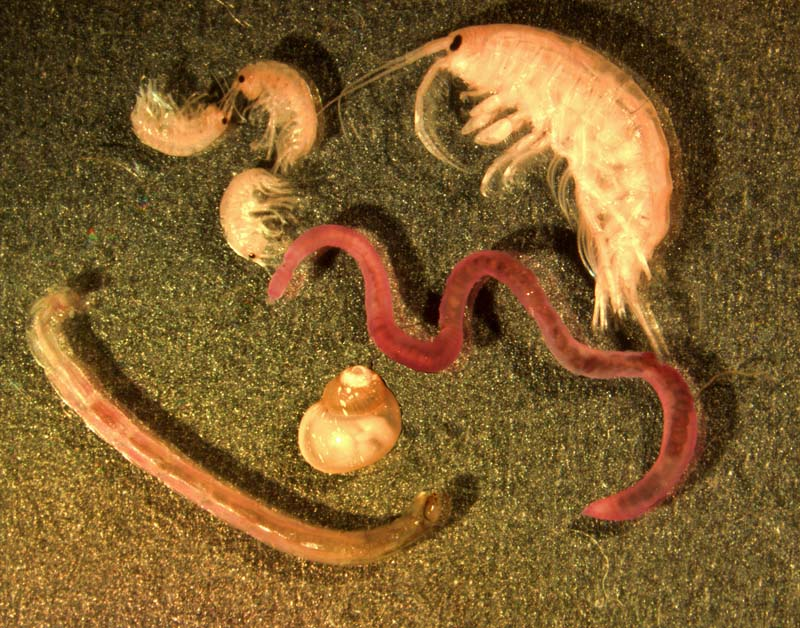
Microorganismos encontrados en las profundidades marinas.

El fondo marino alberga una gran biodiversidad compuesta básicamente de meiofauna, macrofauna y megafauna. La primera se refiere a aquellos organismos de tamaño reducido y que además se miden en micras, como por ejemplo, gusanos cilíndricos (Nematoda) y otros unicelulares; la segunda a especies que miden 0,5 milímetros o más como el caso de moluscos y pequeños crustáceos y el último a aquellas que se miden en centímetros como por ejemplo, los pepinos de mar, sésiles, peces, esponjas, entre otros.
Según investigaciones realizadas en los fondos marinos, se sabe que once especies de moluscos primitivos llamados monoplacóforos (Monoplacophora) habitan por debajo de los 2000 metros. De estas, solo dos viven exclusivamente en la zona hadal (a más de 6000 metros); el mayor número de monoplacóforos proviene del océano Pacífico a lo largo de las fosas oceánicas. Sin embargo, todavía no hay reportes sobre monoplacóforos en el pacífico occidental y solo se ha identificado una criatura abisal en el océano Índico.
De las más de 900 especies conocidas de poliplacóforos se sabe que el 2,4% viven por debajo de los 2000 metros y dos de ellas evitan las llanuras abisales; de estas, solo unas pocas criaturas son «euribáticas», es decir, que tienen la capacidad de vivir en distintas capas oceánicas. La gamba roja, de nombre científico Aristeus antennatus, ejemplifica el tipo de animales eurobáticos que viven en «una amplia gama de profundidades», estos habitan desde 300 hasta más de 3000 metros de profundidad, según varios estudios realizados.
Entre la comunidad macrobentónica aparecen crustáceos malacostráceos, incluidos los isópodos, que se sabe, se nutren de residuos orgánicos, peces y raíces. En 2000, varios científicos de la Diversity of the deep Atlantic benthos (DIVA 1) descubrieron y recolectaron en las llanuras abisales de la cuenca de Angola, al sur del océano Atlántico, tres nuevas especies de crustáceos bentónicos de nombre científico Asellota. Asimismo, en 2003, el investigador Claude De Broyer recolectó 68 000 crustáceos peracáridos por medio de unas trampas especiales desplegadas a lo largo del mar de Weddell, mar del Scotia y las islas Shetland del Sur, de los cuales, el 98% de especímenes pertenecía a la superfamilia de los lisianásidos Lysianassidae y el restante a los cirolánidos Cirolanidae. La mayoría de estas criaturas fueron recolectadas a una profundidad de más de 1000 metros.
Se sabe que muy cerca de las fuentes hidrotermales y las filtraciones frías existen grandes y diversas comunidades de termófilos (aquellos que soportan condiciones extremas de temperatura), halofílicos y extremófilos (como por ejemplo, los del género Beggiatoa), que se encuentran normalmente asociadas a superficies vivas o inertes. Aunque el proceso de quimiosíntesis es enteramente microbiano, estos microorganismos quimiosintéticos soportan vastos ecosistemas de organismos multicelulares a través de la simbiosis. Estas comunidades albergan diferentes especies tales como mejillones, eogasterópodos, gusanos de tubo gigante, corales blandos, viruelas, camarones de la familia Alvinocarididae, entre otros. En la fosa de Japón, se han encontrado diversas especies de animales marinos a una profundidad de más de 7 kilómetros.
En la década de 1970 una especie de pez de nombre científico Abyssobrotula galatheae, de la familia ophidiidae, fue encontrado en la fosa de Puerto Rico a una profundidad que sobrepasaba los 8000 metros. En 2008, un pez baboso de nombre Pseudoliparis amblystomopsis fue registrado por un equipo de investigadores del Oceanlab de la universidad de Aberdeen y del Instituto de Investigación Oceánica de la universidad de Tokio a una profundidad de 7700 metros en la fosa de Japón. Este registro fue superado por otro pez baboso no identificado filmado a una profundidad de 8145 metros en diciembre de 2014, sin embargo, un ejemplar se halló a 8178 metros en mayo de 2017. También se conoce que los peces de la familia Ipnopidae, como el caso de Bathypterois longipes, Bathypterois grallator, Bathypterois longifilis y Bathysauropsis gracilis han sido grabados a más de 6000 metros de profundidad.

### Ecosistemas
La zona afótica posee varios ecosistemas específicos ricos en biodiversidad y no depende exclusivamente de la luz. En ella se encuentran los denominados «fumadores negros» que no son más que respiraderos hidrotérmicos encontrados en el fondo marino, normalmente en las zonas abisales y hadales. Aparecen como chimeneas negras que emiten partículas con altos niveles de minerales que contienen azufre o sulfuros.
Existen básicamente dos tipos de comunidades hidrotermales: las fumarolas negras (chimeneas que expulsan sulfuros de hidrógenos a más de 400 °C) y las fumarolas blancas (normalmente estas son más pequeñas que las negras y emiten minerales más ligeros). Sobre estos fumaderos, las bacterias especializadas pueden transformar los gases en nutrimientos; se sabe que cerca de estos fumaderos existe un gran variedad de animales. En estos ecosistemas, por ejemplo, en la parte pacífica, son comunes los gusanos de pompeya Alvinella pompejana, gusanos de tubo gigante Riftia pachyptila y cangrejos yeti Kiwa hirsuta, mientras que en el Atlántico a nivel de las crestas oceánicas se encuentra una especie de crustáceo de nombre científico Rimicaris exoculata.
Las denominadas «filtraciones frías» que se caracterizan por la presencia de bacterias quimiosintéticas, también son el refugio de varias especies bentodemersales como los corales de aguas profundas, en ellas emergen continuamente burbujas de gases tales como azufre, dióxido de carbono, hidrocarburos, metano, entre otros. En el golfo de México, a más de 3000 metros de profundidad, existe una gran variedad de animales que se han desarrollado por medio de las filtraciones de metano presentes en esta zona.

### Llanura
La llanura es una parte del fondo oceánico que se extiende por la denominada zona abisal, donde se sabe existe vida marina. El suelo de la llanura abisal se compone de una capa sólida que se origina en las dorsales mediooceánicas. Es básicamente el resultado final de la expansión del fondo marino (placa tectónica) y la fusión de la corteza oceánica. El magma se eleva por encima de la astenosfera (zona superior del manto terrestre) y cuando alcanza la superficie en las crestas oceánicas forma la nueva corteza terrestre.
Las llanuras abisales resultan de la cobertura de una superficie originalmente desigual de corteza oceánica compuesta por sedimentos de partículas, principalmente arcilla y limo. Gran parte de este sedimento es depositado por avalanchas submarinas de barro y rocas, conocido como «corrientes de turbidez» que han sido canalizadas desde los taludes continentales hasta las aguas más profundas; el resto del sedimento se compone principalmente de materiales pelágicos. Los nódulos polimetálicos son comunes en algunas áreas de las llanuras, con concentraciones variables de metales como el manganeso, hierro, níquel, cobalto y cobre. Estos nódulos pueden proporcionar un recurso significativo para futuros emprendimientos mineros.
Se sabe que las grandes llanuras del fondo marino son grandes reservorios de biodiversidad. El abismo también ejerce una influencia significativa sobre el ciclo del carbono en el océano, la disolución del carbonato de calcio y las concentraciones de dióxido de carbono atmosférico. La estructura y la función de los ecosistemas abisales están fuertemente influenciadas por las partículas de materia orgánica que caen al fondo marino, conocidas como nieve marina y la composición del material que se asienta.
Aunque se creía que las llanuras eran hábitats desérticos, las investigaciones demuestran que abunda una amplia variedad de vida microbiana. Sin embargo, la estructura y función de los ecosistemas en el fondo marino ha sido históricamente muy poco estudiada debido al tamaño y la lejanía del abismo. En una expedición oceanográfica llevada a cabo por un grupo internacional de científicos del Censo de Diversidad de la Vida Marina Abisal (CeDAMar), se encontraron altos niveles de biodiversidad en la que conviven aproximadamente 2000 organismos bacterianos, más de 200 especies de protozoos y 500 de invertebrados (gusanos, crustáceos y moluscos). Estas representan más del 80% de los miles de especies invertebradas de los fondos marinos.

## Especies abisales

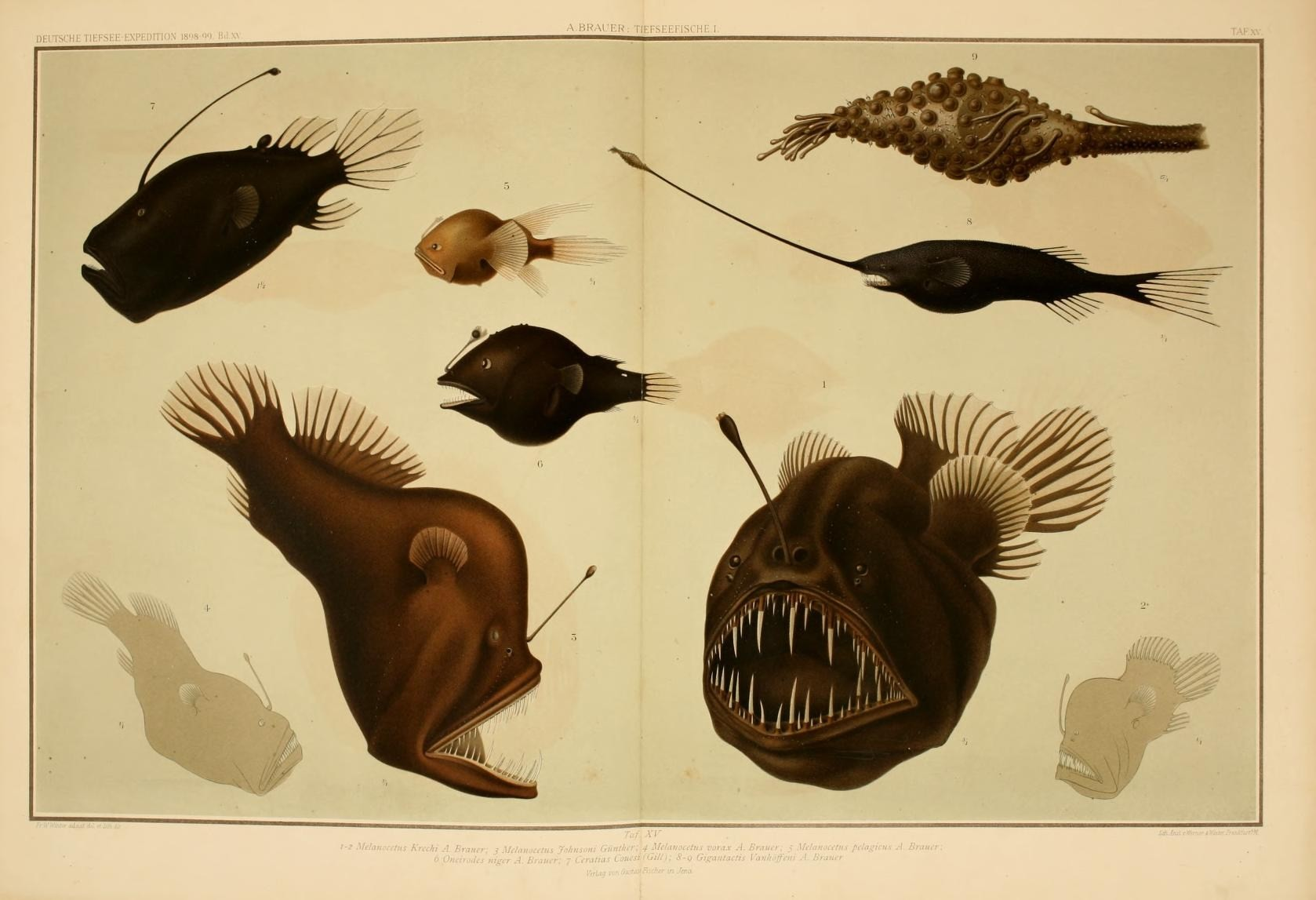
Ejemplos de especies abisales.

Como ya se ha dicho anteriormente, muy poco se conoce sobre las profundidades oceánicas por lo que es imposible determinar con exactitud cuántas especies habitan en los fondos abisales. Se sabe que tanto biólogos como otros científicos realizan expediciones a las profundidades con el fin de estudiar, conocer y obtener datos sobre los ecosistemas existentes y la vida marina en general, sin embargo, esto genera «dificultades técnicas» ya que para investigar el fondo abisal se necesitan embarcaciones especiales de inmersión capaces de resistir grandes presiones, además de otros equipos y dispositivos de alta tecnología.
Los animales que viven en la zona abisal presentan tasas metabólicas extremadamente lentas, como por ejemplo, los mixines o peces bruja. Estos peces pueden durar hasta 7 meses sin comer y, aunque son prácticamente ciegos, han desarrollado otros sentidos como el tacto y el olor indispensables para capturar a sus presas.
La fauna abisal alberga gran cantidad de vertebrados entre los que destacan peces de distintos géneros y familias. Los quimeriformes, de nombre científico chimaeriformes, son un orden de peces cartilaginosos cuya morfología se conoce desde finales del devónico; la especie Harriotta haeckeli, en especial, se caracteriza por las pequeñas espinas dorsales de su cuerpo y los ojos pequeños, también por el hecho de ser una especie de aguas profundas que habita en la mayoría de los océanos existentes a más de 2600 metros. Al igual que esta, también existen otros órdenes de peces de aguas profundas tales como los ophidiiformes cuyos especímenes se han encontrado a grandes profundidades, entre ellas, holcomycteronus profundissimus del cual se sabe habita los 5000, 6000 y 7000 metros, al igual que otra especie del mismo orden conocida científicamente como Abyssobrotula galatheae encontrada a una profundidad récord de 8370 metros en una fosa de Puerto Rico. Los saccopharyngiformes (hasta 8000 metros), lophiiformes (4500 metros), notacanthiformes (4900 metros) o stomiiformes (entre 4000 y 5000 metros) son claros ejemplos de especies abisales.
Entre la fauna de invertebrados destaca la presencia de diversas especies como los gusanos de tubo gigante riftia pachyptila que pueden vivir más de dos siglos. Este invertebrado pertenece a la clase de los poliquetos polychaeta, que se compone de 10 000 especies y habitan generalmente cerca de las fuentes hidrotermales. Viven en profundidades de entre 2000 y 4500 metros y se alimentan de grandes cantidades de bacterias que son expulsadas de las fuentes hidrotermales y de sulfuro de hidrógeno mediante un proceso llamado «quimiosíntesis».

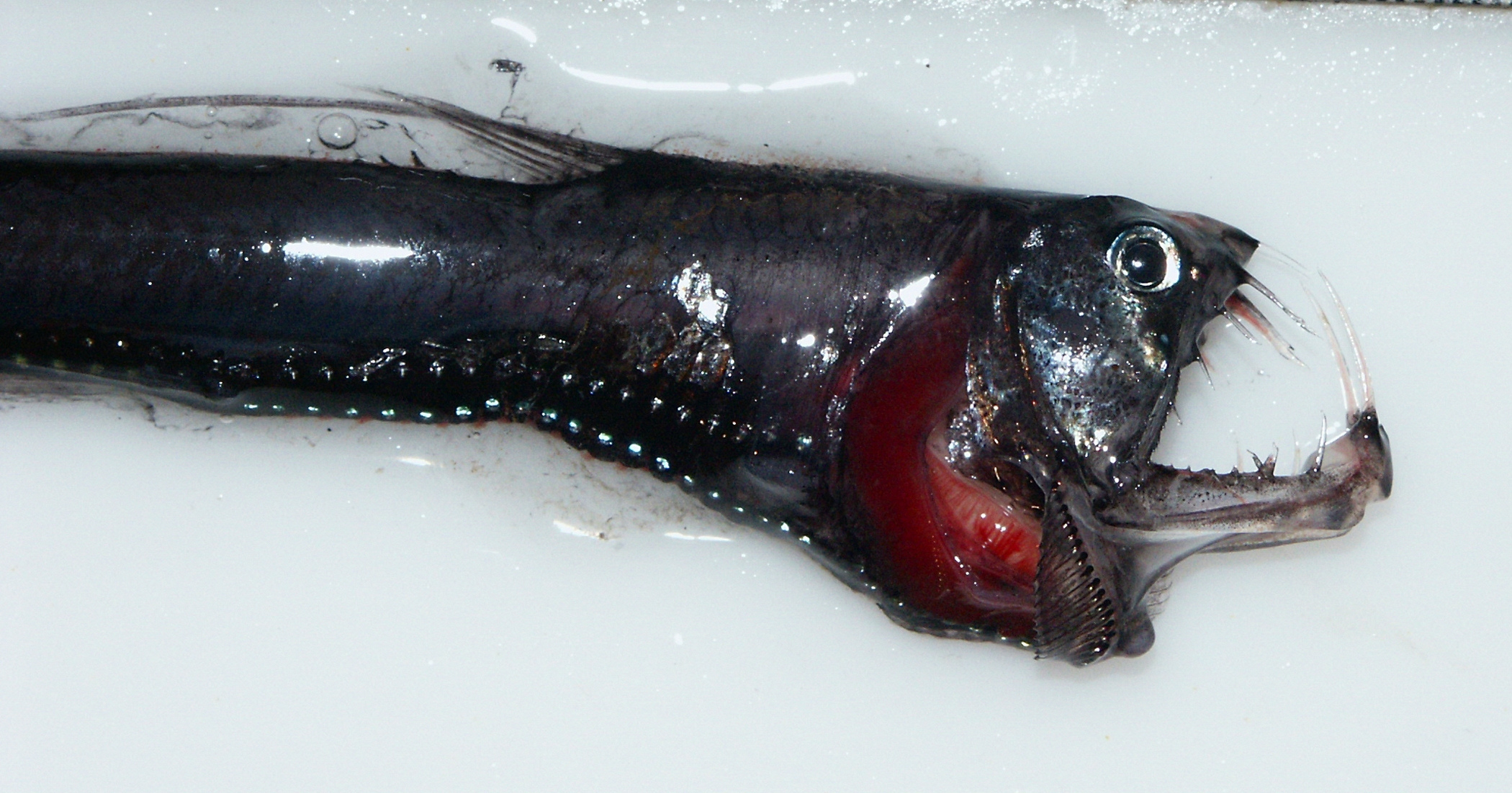
Chauliodus macouni, encontrado a 5000 metros de profundidad.

También se conocen varias clases de moluscos como calamares vampiros vampyroteuthis infernalis que viven normalmente a 1000 y 2000 metros pero pueden alcanzar profundidades de hasta 7000 metros, pulpo telescopio telescope octopus que habita en aguas tropicales de los océanos índico y pacífico y que posee cierto tipo de características que le distinguen de otras especies de pulpos, como por ejemplo, que es translúcido y posee ojos tubulares. Asimismo los denominados «calamares gigantes», una de las criaturas más misteriosas de los océanos ya que se desconocen muchos datos sobre este ejemplar. El género architeuthis, del que se cree solo existe una especie, alcanza grandes dimensiones y profundidades que van desde los 200 hasta 3000 metros. De esta especie se desconoce la edad máxima de vida, el proceso de apareamiento y la forma de capturar a sus presas.
El tiburón de seis branquias o cañabota gris Hexanchus griseus es un escualo que también vive en las regiones abisales. Esta especie alcanza grandes profundidades de hasta 3000 metros y se alimenta de peces, crustáceos y carroña. A diferencia de los demás, este posee 6 branquias y se cree que ha evolucionado desde el periodo del jurásico (aproximadamente 200 millones de años), es por esto que se le considera un tiburón primitivo.
En cuanto a crustáceos se refiere, se pueden citar a las superfamilias galatheoidea y ghirostyloidea, que son dos de las familias más diversas y abundantes dentro del orden de los decápodos decapoda. Ambas están representadas por más de 800 especies en todo el mundo y habitan las zonas litorales, los fondos marinos de plataformas y taludes continentales, las fuentes hidrotermales y las llanuras abisales en donde alcanzan profundidades de hasta 5000 metros, además de otras isópodos, langostinos, cangrejos, percebes, entre muchas otras. Es posible encontrar anfípodos Amphipoda gigantes, algo que es casi inusual entre este tipo de especies ya que normalmente suelen medir entre 2 o 3 centímetros. Se sabe que en 2012 un grupo de investigadores y científicos de la universidad de Aberdeen, junto con otras instituciones, realizaron una expedición en la fosa de Kermadec en Nueva Zelanda a más de 7000 metros de profundidad en busca del «pez caracol», que se sabe vive a 8000 metros, sin embargo, se toparon con un anfípodo de 35 centímetros que describieron como «supergigante» ya que, incluso, sobrepasaba las medidas de otros ejemplares de 28 centímetros; este es casi 10 veces el tamaño de un ejemplar normal.

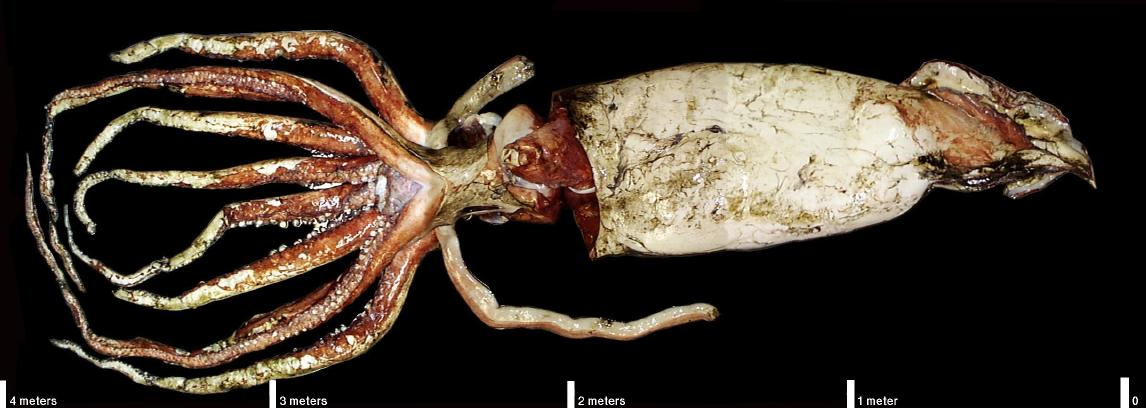
Architeuthis, especie que alcanza grandes dimensiones y profundidades.

Entre los picnogónidos que suelen llamarse arañas de mar, existe gran variedad de especímenes de varios colores, aspectos y tamaños. Normalmente miden poco más de 3 centímetros, aunque existen otros que sobrepasan los 50 centímetros extendiéndose hasta 70 o más, además suelen alcanzar grandes profundidades de hasta 6 kilómetros, especialmente en aguas profundas del mar Mediterráneo, y los océanos ártico y antártico. Este grupo está conformado por 1000 especies y viven generalmente cerca de grandes comunidades de organismos, en el fondo de los ecosistemas acuáticos. Se alimentan de animales bentónicos como anémonas de mar Actiniaria, nudibranquios Nudibranchia, crustáceos y de otras especies de invertebrados.
En la comunidad de los cnidarios Cnidaria, se encuentran varias especies tales como anémonas, pólipos, sésiles de forma primitiva, corales, avispas de mar, hidrozoos, además de un grupo diverso de especies de aguas dulces y de distintas formas marinas. Las medusas también forman parte de los cnidarios y se les reconoce por su aspecto, muy similar a una campana o sombrilla que puede alcanzar un metro de diámetro, con el lado convexo hacia arriba dotadas de tentáculos que pueden extenderse y contraerse. Estos organismos marinos han sido filmados en más de una ocasión a profundidades de van desde los 1000 a 2000 metros aproximadamente, sin embargo, hay reportes de ejemplares encontrados a casi 4000 metros gracias a los vehículos operados a distancia (ROVs).
Algunas especies abisales:
| Argyropelecus hemigymnus |  | Especie abisal conocida también como «pez hacha ganchudo» del género Argyropelecus. Vive entre los 2400 y 4000 metros de profundidad. Es capaz de producir luz en el fondo marino y el desove ocurre más de una vez al año, donde pone entre 50 y 500 pares de huevos.          |
| Melanocetus johnsonii    |  | Especie abisal conocida también como «diablo negro» o «rape abisal» del género Melanocetus. Vive normalmente a profundidades de más de 4000 metros. Para reproducirse, el macho se adhiere a la hembra quedando como un parásito o apéndice listo para fecundar (metamorfosis). |
| Chauliodus sloani        |  | Especie abisal del género Chauliodus conocida como «pez víbora de Sloane». Se sabe que alcanza profundidades de hasta 4700 metros. Vive en casi todos los océanos y mide aproximadamente 35 centímetros.                                                                        |
| Stomias boa              |  | Especie abisal conocida como «pez dragón» del género Stomias. Alcanza los 5000 metros de profundidad. Normalmente su color es oscuro, algunas especies son marrones, negras o plateadas con grandes dientes.                                                                    |
| Anoplogaster cornuta     |  | Especie abisal género Anoplogaster conocida como «pez de colmillos largos». Vive a más de 3000 metros, pudiendo llegar hasta los 5000. Es un pez que generalmente está solo o en pequeños grupos y su dieta se compone de peces y crustáceos.                                   |
| Anotopterus pharao       |  | Pez abisal del género Anotopterus conocido en inglés como «daggertooth». Alcanza los 5100 metros de profundidad. Esta especie es poco conocida y se cree que comen pequeños peces y calamares; crecen hasta los 96 centímetros.                                                 |
| Eurypharynx pelecanoides |  | Especie abisal poco conocida, la única del género Eurypharynx llamada comúnmente como «pez pelícano». Se sabe que puede alcanzar entre 7 y 8 kilómetros de profundidad. Se alimentan de crustáceos y peces y realiza el desove solo una vez en la vida.                         |

| Teuthowenia megalops      |  | Calamar del género Teuthowenia. Alcanza los 3000 metros de profundidad.                       |
| Vampyroteuthis infernalis |  | Calamar del género Vampyroteuthis. Puede alcanzar profundidades de hasta 7500 metros.         |
| Macrocheira kaempferi     |  | Cangrejo del género Macrocheira. Habita hasta los 2000 metros.                                |
| Riftia pachyptila         |  | Gusanos del género Riftia. Pueden vivir más de 2 siglos y alcanzar los 3000 y 4000 metros.    |
| Grimpoteuthis             |  | Género de pulpos de la familia Opisthoteuthidae. Alcanzan profundidades de hasta 4800 metros. |
| Holothuroidea             |  | Pepinos de clase Holothuroidea. Algunos ejemplares viven hasta los 9 y 10 kilómetros.         |
| Stauroteuthis syrtensis   |  | Pulpo del género Stauroteuthis. Alcanzan los 3400 metros de profundidad.                      |

## Características de las especies abisales
Los peces y demás organismos abisales son aquellas especies marinas que habitan en las profundidades, generalmente a más de 1000 metros, esta parte del océano se conoce como zona abisopelágica. Se sabe que gran cantidad de estos frecuentan la zona batipelágica, aquella que va desde 1000 hasta 4000 metros y algunos la zona hadopelágica, cuya profundidad sobrepasa los 6000 metros.
Estas criaturas marinas, a diferencia de los otras que viven en las capas superiores, han desarrollado mecanismos de adaptación que les sirve para soportar las más grandes presiones, también de supervivencia ya que necesitan alimentarse en un lugar donde hay escasez de nutrientes y ausencia total de luz.

### Gigantismo

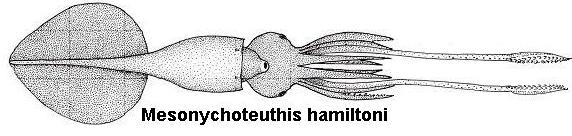
Calamar colosal Mesonychoteuthis hamiltoni.

Algunas especies sufren gigantismo, aunque no se sabe con exactitud el origen de este proceso. Se cree que esto sucede cuando los recursos son escasos, es decir, cuando hay poco alimento, esto a su vez retardaría su reproducción hasta alcanzar un tamaño considerable. Existe otra hipótesis que apunta a la relación metabolismo-tamaño, ya que los animales de grandes dimensiones presentan una tasa metabólica inferior, es decir, necesitan menos recursos en contraste con los de menor tamaño. También se cree que existen otras causas pero ninguna es reconocida científicamente.
Un claro ejemplo de gigantismo se presenta en los calamares colosales, de nombre científico Mesonychoteuthis hamiltoni. Habitan las aguas profundas, donde se han encontrado especímenes a más de 2000 metros, aunque se tienen reportes de avistamientos a más de 3000 y 4000 metros. Se sabe que solamente algunos ejemplares han alcanzado grandes tamaños que van desde 12 hasta los 14 metros de largo, con un peso que ronda los 750 kilogramos (1650 libras). Otra característica es que poseen los ojos más grandes del mundo animal.

### Bioluminiscencia
La bioluminiscencia es un rasgo distintivo entre estas criaturas ya que emiten luz por medio de bacterias que viven en su organismo. Obtienen su luz al alimentar a las bacterias de su interior, que a cambio, les proveen de luz en una simbiosis. De esta forma, al alimentar a las bacterias, obtiene su luz y caza a a otra presa. Si no lo consigue, deberá gastar más energía, y así, si no caza a ninguna presa, muere. Algunos peces, por ejemplo, poseen una especie de antena adherida a la cabeza capaz de producir luz, esto les permite atraer a sus presas. También se sabe que la bioluminiscencia les sirve para ahuyentar a sus depredadores y el apareamiento. Otros organismos marinos como los denominados «peces demonio» de la familia stomiidae, poseen fotóforos en el cuerpo capaces de emitir luz roja «que la mayoría de los animales abisales no puede ver». Estas es una de muchas adaptaciones que presentan estas especies marinas.

### Aspecto
El desarrollo de grandes ojos es una transformación que presentan diversas criaturas. En estas se percibe la ausencia total o parcial de los conos, además poseen una capa reforzada llamada tapetum lucidum, una especie de tejido que reflecta los rayos luminosos que han entrado en los ojos y sirve para reforzar la visión nocturna. La sensibilidad a los destellos permite que los peces abisales detecten una presa en la más absoluta oscuridad.
Otros desarrollan dientes grandes, pronunciados y filosos; en algunos casos, estos suelen ser más grandes que su propio cuerpo. Esta es una de las tantas características de las especies abisales, motivo por el cual se les denomina a menudo «monstruos marinos».

### Alimentación
En esta parte no existe vegetación que realice la fotosíntesis, esto sucede únicamente en las capas oceánicas superiores iluminadas por el sol. Cuando los organismos que viven en estas capas mueren, sus restos descienden lentamente hacia las profundidades del océano como nieve marina. Esta es una de las fuentes de alimentación para las especies abisales, algunas dependen directamente de ella, aunque otras lo hacen gracias al particulado de detritos.
En estas capas profundas algunas especies de bacterias pueden aprovechar la energía química para hacer sus propios alimentos. Sin embargo, este proceso es contraproducente ya que también se constituye en una dieta alimenticia para otros animales abisales como los gusanos de tubo. Muchas de estas bacterias, por ejemplo, convierten el sulfuro de hidrógeno en sulfato y almacenan la energía extraída de esta reacción como energía química mediante la síntesis de compuestos a base de carbono.

### Ciclo de vida
El ciclo de vida de estas criaturas marinas, como por ejemplo, los peces, se puede dar exclusivamente en aguas profundas, aunque algunas nacen en aguas poco profundas y se adentran al madurar. Se cree que los huevos y larvas a menudo contienen gotas de aceite, esto hace que floten sobre las columnas de agua. Cuando nacen y crecen, algunos de estos organismos desarrollan una especie de vejiga que sirve para desplazarse y realizar otro tipo de funciones, también necesitan de otras adaptaciones para sobrevivir.
En los peces abisales telósteos del orden de los Lophiiformes, la reproducción es excepcional y hasta cierto punto extraña ya que los machos se adhieren automáticamente al flanco de la hembra, con el fin de segregar semen en respuesta a las hormonas; de esta manera, la hembra siempre está apta para el proceso de fecundación.

### Coloración

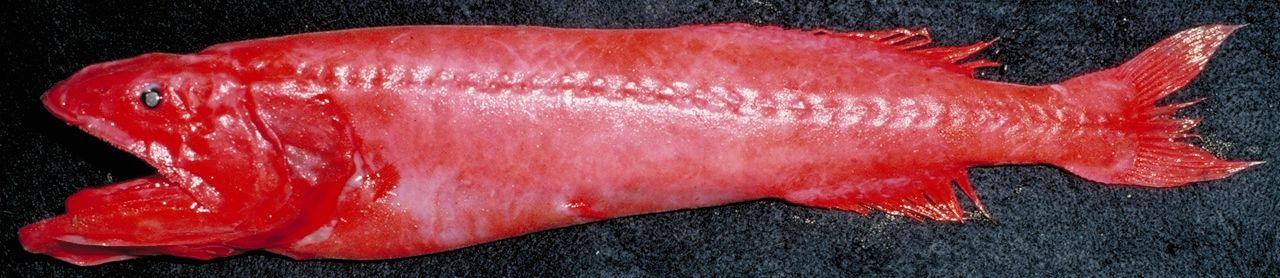
Pez ballena rojo Barbourisia rufa.

Normalmente estos organismos de las aguas profundas poseen colores opacos u oscuros. Se sabe que muchos poseen bacterias que actúan como «focos de luz», esto hace que cambien de color por las reacciones químicas, también permite que varias especies emitan luz roja que les sirve para ver e identificar a sus presas.
Algunos animales han perdido completamente la capacidad de percibir cierto tipo de colores como el rojo, esto se debe a que la longitud de onda de la luz roja es absorbida por el agua y no alcanza a penetrar muy por debajo de la superficie. Esto hace que, en efecto, peces como el «ballena rojo» presenten una tonalidad oscura que les sirve para camuflarse y pasar desapercibidos ante otras especies depredadoras.

## Censos e investigaciones
Las grandes profundidades y llanuras abisales de los océanos forman casi la mitad de la superficie de la tierra. Estos lugares son frígidos, oscuros y remotos y permanecen en gran parte inexplorados. Se sabe que son ricos en fauna y albergan miles de especies que viven en condiciones extremas, sin embargo, la mayoría de estos organismos marinos no han sido evaluados con exactitud, lo que conlleva en muchos casos a generar informaciones parciales o imprecisas.
Antes del año 2000, las investigaciones biológicas en torno a las profundidades abisales se llevaron a cabo esporádicamente como parte de expediciones clásicas. Estas se ejecutaron a bordo de buques especiales estadounidenses, alemanes, daneses y suecos a mediados de los años 1990. Ya en la primera década del siglo XXI, el Instituto Shirshov de Oceanología realizó varios muestreos en planicies y fosas oceánicas a más de 3000 metros de profundidad, sin embargo, los estudios de diversidad abisal y biogeografía se complicaron debido a una serie de dificultades técnicas y logísticas que se presentaron en una de las investigaciones.
Para mediados de 2003 se creó el Censo de la Diversidad de la Vida Marina Abisal (CeDAMar en sus siglas en idioma inglés), un proyecto ejecutado por el Censo de Vida Marina (en inglés: Census of Marine Life) con el fin de estudiar la diversidad, distribución y abundancia de organismos que viven en, sobre o directamente sobre el lecho marino. Desde entonces, CeDAMar ha realizado estudios e investigaciones con el apoyo de instituciones y centros especializados de varios países del mundo. Durante 2009 y 2010, se recopiló información sobre 300 artículos científicos como resultado de 17 proyectos ejecutados sobre temas relacionados con la distribución y diversidad oceánica.
Además de estos avances, CeDAMar desarrolló otros proyectos oceanográficos en el océano Atlántico, Pacífico, Índico y Antártico con el fin de evaluar la biodiversidad marina, diseñando nuevas iniciativas e identificando aquellas regiones que nunca habían sido investigadas. Además de esto se creó una extensa base de datos sobre organismos abisales.
| Gráfico no disponible temporalmente debido a problemas técnicos.                       |                                                                  |
| * Datos según las investigaciones del Censo de la Diversidad de la Vida Marina Abisal. |                                                                  |
|                                                                                        | Gráfico no disponible temporalmente debido a problemas técnicos. |

Con el propósito de obtener un conocimiento más profundo y preciso sobre la cantidad de especies que habitan en los ecosistemas de las profundidades abisales, diversas instituciones y centros especiales liderados por el CeDAMar han unificado esfuerzos con el fin de intercambiar datos e informaciones sobre taxones y especies descritas en una variedad de proyectos científicos. Estos centros especializados tienen como objetivo principal la eliminación de impedimentos taxonómicos. El Museo de Historia Natural también ha realizado notables contribuciones con información precisa sobre una gran cantidad de especies inéditas, esto ha permitido fomentar la comunicación e interacción de especialistas, científicos y biólogos. Con todos estos aportes, junto con datos oficiales del CeDAMar, se describieron 500 nuevas especies abisales durante la primera década de los años 2010. Casi la mitad de todas las especies descritas en los informes son crustáceos (243 especies de las cuales 91 corresponden al grupo de los isópodos), seguidas de nematodos (entre las que se encuentran 55 especies) y moluscos (41 especies, incluidos 32 gasterópodos).
Los datos oficiales hablan de 17 500 nuevas especies encontradas en los fondos marinos. Esta cifra fue posible gracias a la recolección de datos e informaciones de 344 científicos de 34 países que participaron en más de una decena de proyectos; de estos, cinco grupos se enfocaron exclusivamente a investigar los fondos abisales, entre ellos, el CeDAMar.

## Impacto humano
El fondo marino es un gran reservorio de biodiversidad. Se sabe que cada vez más las empresas mineras y de extracción petrolera están penetrando las profundidades oceánicas, lo que conlleva a un deterioro de los ecosistemas existentes. Recuperar a las poblaciones afectadas a causa de las alteraciones antropogénicas conlleva a un proceso que puede ser lento, teniendo en cuenta que la gran mayoría de especies crecen lentamente y su maduración sexual es tardía. Los grandes corales de aguas profundas son una de las especies más amenazadas, en parte, por la denominada pesca de arrastre que es una de las principales técnicas de pesca.
La explotación de recursos y el cambio climático también son factores que afectan la fauna en las profundidades. Existen depósitos de cobre, níquel, cobalto y otros elementos en los fondos abisales del océano Pacífico, así como también, metales valiosos tales como el oro, plata, cobre, cobalto, zinc, manganeso, entre otros, que provienen de las fuentes hidrotermales. Estos fumaderos crean grandes depósitos de sulfuro que contienen metales preciosos, los cuales son extraídos por medio de equipos especiales como bombas hidráulicas. Entre las consecuencias se destacan la muerte masiva de organismos marinos por intoxicación de metales, afectación y eliminación de ecosistemas ecológicos, mutación, limitaciones en el crecimiento, alteración de la cadena alimenticia y fallas reproductivas por consumo de metales y plásticos, entre otros.
Además de la minería, el vertido de residuos también es una amenaza latente para las especies marinas de aguas profundas. Esta práctica fue prohibida a comienzos de la década de 1970, sin embargo, se sabe que después se presentaron varios casos sobre contaminaciones l medio marino, como por ejemplo, el derrame de 900 metros cúbicos de residuos líquidos por parte de un buque de origen ruso en 1993, cerca a la costa de Japón.
Se cree que los desechos marinos ocurren con frecuencia en casi todos los océanos y según los reportes de la organización Clean Up the World, cerca de 8 millones de toneladas de basura reposan en los océanos, principalmente el plástico. Aunque se sabe que la zona abisopelágica es una de las últimas capas del océano, se tiene evidencia de que dicha contaminación ha afectado a varias especies abisales, como por ejemplo, a los anfípodos, una serie de crustáceos malacostráceos de aguas profundas. Una de las tantas evidencias sobre contaminación en ecosistemas profundos fue revelada por un grupo de científicos ingleses, después de explorar las profundidades de la fosa de las marianas y Kermadec. En ella, se constató que el tejido adiposo de un grupo de crustáceos estaba seriamente afectado por dos compuestos sintéticos: el bifenilo policlorado o policlorobifenilo (PCB) y polibromodifenil éteres (PBDE)) el primero usado como aislante para equipos eléctricos y fluidos dieléctricos e hidráulicos y el segundo como retardantes de flama.

### Diarios, revistas y portales de noticias
- Laurel Hamers, 9 de noviembre de 2017. This deep-sea fish uses weird eyes to see in dark and light Science News.
- Ángela Posada Swafford, 31 de julio de 2010. Tocando fondo El Tiempo.
- ¿Qué es la fauna abisal ? Puerto Plata digital.
- 25 Most Terrifying Deep Sea Creatures List25.

### Fotografías e imágenes
- Roman Fedortsov. Crazy-looking fish from the deep sea CBS News.
- Deepsea fishes Museo Australiano.
- Deep-Sea Creatures Photos National Geographic.

### Videos
- Miguel ángel Criadoo 20 de mayo de 2015. Así es la vida a 6.000 metros de profundidad El País.
- Fauna abisal en el Pacífico El Periódico.
- Criaturas Tenebrosas en YouTube.
- Criaturas del abismo en YouTube.
- Documental - Monstruos Abisales en YouTube.

- Datos: Q252880
- Multimedia: Deep sea fish / Q252880